# Bratskîi Posad, Dolînska
Bratskîi Posad (în ucraineană Братський Посад) este un sat în comuna Bohdanivka din raionul Dolînska, regiunea Kirovohrad, Ucraina.

## Demografie
Componența lingvistică a localității Bratskîi Posad
     Ucraineană (98,83%)
     Rusă (1,17%)
Conform recensământului din 2001, majoritatea populației localității Bratskîi Posad era vorbitoare de ucraineană (98,83%), existând în minoritate și vorbitori de rusă (1,17%).